# ピラニア溶液
ピラニア溶液（ピラニアようえき、英: piranha solution）またはピラニア腐蝕液 (英: piranha etch) とは、硫酸 (H2SO4) と過酸化水素 (H2O2) の混合物であり、基材から有機残渣を除去するために用いられる。この混合物は強力な酸化剤として作用するため、接触した有機物のほとんどは酸化され除去される。また、ほとんどの表面を水酸化（OH 基を追加）して高い親水性を持たせることができる。

## 調製と使用
様々な混合比のものが広く使われているが、全てをピラニア溶液と呼ぶ。典型的な混合比の一つとして、濃硫酸3に対し30%過酸化水素水1が挙げられる。他にも、 4:1や7:1という混合物も使われている。深く関連する混合物として、時折「塩基性ピラニア溶液」と呼ばれることもある、水、アンモニア水(水酸化アンモニウム)、30%過酸化水素水の5:1:1混合物が挙げられる。過酸化水素は酸性条件下よりも高いpHでは不安定であるため、水酸化アンモニウム(pH約11.6)も過酸化水素の分解を促進する。水酸化ナトリウム水溶液などの高pHでは過酸化水素は激しく分解する。
ピラニア溶液は腐食性が極めて高い強力な酸化剤であるため、その調製には細心の注意が必要である。表面は十分清浄にする必要があり、前段階の洗浄で用いた有機溶剤はピラニア溶液を用いる前に完全に除去する必要がある。ピラニア溶液が有機夾雑物を溶解除去する際、夾雑物が大量にある場合は急激な発泡や気体の発生による爆発を起こしうる。
ピラニア溶液の調製時には、必ず濃硫酸に過酸化水素水をゆっくりと加える必要があり、逆にしてはならない。溶液の攪拌により急激な発熱が生じる。溶液の調製を急ぐとすぐに沸騰し、大量の腐食性の煙を生じる。注意を払っている場合でも、発熱により溶液の温度は100 °Cを超える場合がある。使用する前に、十分に冷却されるまで待つ必要がある。突然の温度上昇によっても酸性の溶液が激しく沸騰する可能性がある。過酸化水素濃度が50%を超える過酸化水素水を用いて調製された溶液は爆発のおそれがある。一旦混合物が安定したならば、反応性を保つために加熱することは可能である。 高温の（しばしば発泡している）溶液は基材上の有機化合物を除去し、ほとんどの金属表面を酸化または水酸化する。元素状炭素さえも除去できるほど強力な洗浄剤である。洗浄にはおおよそ10分から40分かかり、その後基材を溶液から引き上げる。
この溶液は使用前に混合する場合も、使用時に混合する場合もあり、この場合、濃硫酸を先に加え、後から過酸化水素水を加える。過酸化水素は自発分解するので、新鮮なピラニア溶液を調製して使用する必要がある。ピラニア溶液は気体を発生するため密閉容器に入れることができず、保存できない。また、プラスチックを侵すためガラス容器に入れる必要がある。ピラニア溶液は一般的な化学的廃棄物と激しく反応するため、中和するまでは区別のつきやすい容器に入れる必要がある。

## 用途
ピラニア溶液はマイクロエレクトロニクス産業において、例えばシリコンウェハーからフォトレジストの残渣を除去する際などに頻繁に用いられる。
電子工作愛好家が回路基板を自作する場合にもピラニア溶液が用いられることがある。マスクを施した銅張積層板にピラニア溶液を作用させると、露出している銅が速やかに除去される。
実験室では、ガラス器具の洗浄に用いられることがあるが、危険なので多くの研究機関では非推奨とされており、日常的に使うべきではない。クロム酸溶液とは異なり、ピラニア溶液はガラス器具を重金属イオンで汚染することがない。
ピラニア溶液は焼結ガラス器具の洗浄において特に有用である。 焼結ガラス器具の細孔のサイズはその機能性に直結しており、塩基性の洗浄剤は焼結体を徐々に溶解させてしまうため用いることができない。加えて、焼結ガラスはその構造の深部に物質を捕捉する性質があり、除去を困難にする。あまり強くない洗浄剤では洗浄できない場合でも、ピラニア溶液を用いればあまり細孔に損傷を与えることなく焼結体を清浄な状態にすることができる。通常は、焼結ガラスに逆向きにピラニア溶液を浸透させることにより洗浄を行う。
ピラニア溶液は、ガラス表面を水酸化してシラノール基の数を増やし、親水性を向上させるために用いられることもある。

## 反応機構
ピラニア溶液の有機残渣除去における効率性は、2つの過程がそれぞれ異なる速度で作用する点に起因する。一つの過程は濃硫酸の脱水作用による水素と酸素の除去で、この過程は高速に進行する。この速度は濃硫酸の水和が熱力学的に非常に有利であり、標準反応エンタルピーが ΔH = −880 kJ/mol にも及ぶことが原因である。これが濃硫酸を用いる理由であり、酸性はあまり関係がない。また、このためにピラニア溶液は非常に取扱上危険なものになっている。
H2SO4 + H2O2 → H2SO5 (過硫酸) + H2O
この脱水過程により一般的な有機物、特に炭水化物はピラニア溶液に浸されるや否や炭化されることになる。ピラニア溶液の名前は、ピラニア溶液に大量の有機物残渣を浸した際のこの第一段階の激しさがピラニアの狂乱索餌に似ていることからもきている。しかし、名前のもう一つの、より大きな理由は、ピラニア溶液が「何でも食べる」、特に煤や焦げなどの元素状炭素を分解できる能力にある。
この要因となるより興味深いもう一つの過程は、そのままでは比較的穏やかな酸化剤である過酸化水素を硫酸が強化して、常温では水相反応しづらいことで有名な元素状炭素さえ溶解させることのできる強力な酸化剤にすると考えることができる。この転換は、エネルギー的に好ましい過酸化水素の脱水によりヒドロニウムイオンと硫酸水素イオン、および過渡的に酸素原子を生じる反応と見ることができる。
H2SO4 + H2O2 → H3O+ + HSO4− + O
ピラニア溶液の元素状炭素を溶解させる能力は、これにより生じる反応性の極めて高い酸素原子に起因する。炭素の同素体は安定性の高いグラファイト様の混成軌道が表面炭素原子の間に生じやすいために化学反応しにくい。ピラニア溶液がこれらの炭素炭素間表面結合を破壊する反応経路として最もありそうなのは、まず酸素原子が表面に直接炭素表面に結合し、カルボニル基を生成する経路である。
上記の過程において、酸素原子は実効的に結合電子対を中心炭素から「奪って」カルボニル基を生じ、同時に標的炭素の一つもしくは多数の隣接原子との結合を破壊する。結果として、酸素原子により局所結合構造の「崩壊」が開始され、不活性だった炭素が様々な水相反応を起こすことができるようになる。例えば、先に生じたカルボニル基がさらに酸化されて二酸化炭素を生じ、隣接炭素に結合が切れた新たなカルボニル基を生じる反応が考えられる。
ピラニア溶液により除去される炭素は元々の残渣のものもしくは脱水反応の結果の焦げの両方でありうる。酸化過程は脱水過程よりも遅く、数分単位で進行する。炭素の酸化の進行は、脱水過程で生じた溶液中に懸濁する煤との消失により見て取れる。有機物を浸したピラニア溶液は、そのうちに完全に透明になり、元の有機物の目に見える痕跡はなにもなくなる。
最後に、ピラニア溶液の強い酸性も金属酸化物や炭酸塩の溶解において洗浄作用に少し寄与する。しかし、このような付着物はより穏やかな酸を使って除去する方が安全で簡単なので、ピラニア溶液の典型的な使用状況では強酸性により洗浄が進むことよりも複雑になることの方が多い。耐酸性が低い基材に対しては、塩基性ピラニア溶液と呼ばれるアルカリ性の酸化性溶液が好ましい。

## 安全性と廃棄
ピラニア溶液は強酸性と強い酸化性を併せもち、非常に危険である。使用を終えた溶液が熱い場合、目を離してはならない。密閉容器に保存するべきではない。ピラニア溶液は有機溶媒と一緒に（例えば溶媒カーボイに）廃棄すると激しく反応し、爆発するので別に廃棄する必要がある。
ピラニア溶液の廃棄前には冷却を行い、酸素ガスを散らすべきである。ガラス器具の洗浄を行う場合、一晩反応させることが安全でありかつ実用的である。こうすることにより、溶液は廃棄前に経時劣化する。使用後のピラニア溶液を有害廃棄物として回収するよう定めている研究機関もあれば、中和した上で多量の水とともに流しに廃棄してよいとする研究機関もある。中和しようとして塩基を加えると、中和のかわりに急速な分解が起こり、純酸素が発生する場合がある。